# Shūnan
Shūnan (周南市, Shūnan-shi) är en stad i den japanska prefekturen Yamaguchi och är belägen vid den sydvästra kusten av ön Honshu.  Staden bildades 21 april 2003 genom en sammanslagning av städerna Tokuyama och Shinnanyo samt ytterligare två kommuner. 

## Kommunikationer
Tokuyama station i Shūnan trafikeras av Sanyo Shinkansen.